# Тельо, Родриго
Родри́го А́льваро Те́льо Валенсуэ́ла (исп. Rodrigo Álvaro Tello Valenzuela ; 14 октября 1979, Сантьяго) — чилийский футболист, выступавший на позиции полузащитника.

## Карьера

### Клубная
Тельо начинал карьеру в 1999 году в «Универсидад де Чили». Он сразу же произвёл приятное впечатление на специалистов и уже в 2000 был назван лучшим полузащитником страны. В 2001 году он был уже в Европе, перейдя за 7 млн евро в лиссабонский «Спортинг».
Не сразу, но всё же Тельо стал важным игроком «львов». С клубом он выиграл и чемпионат, и Кубок Португалии. Родриго провёл в «Спортинге» 6 сезонов, сыграв 137 матчей и забив 6 голов.
В 2007 году Тельо перешёл в турецкий «Бешикташ». Уже во втором сезоне Родриго стал чемпионом Турции — «Бешикташ» сделал «золотой дубль». В 2010 году в матче Лиги чемпионов Тельо забил единственный гол в матче «Бешикташа» и «Манчестер Юнайтед» на Олд Траффорде. Это поражение стало первым для «Манчестера» домашним проигрышем в Лиге чемпионов за 8 лет.
20 июля 2010 года подписал 3-летний контракт с турецким «Эскишехирспором».

### Международная
Тельо дебютировал в сборной Чили 22 марта 2000 года в матче с командой Гондураса.
Родриго — бронзовый призёр Олимпийских игр в Сиднее. Также участвовал в Кубке Америки 2007, где чилийская сборная дошла до четвертьфинала.
В 2010 году Марсело Бьельса включил игрока в заявку на чемпионат мира, где Тельо провёл один матч.

## Достижения
Командные
 «Университад де Чили»
- Чемпион Чили: 1999, 2000
- Обладатель Кубка Чили: 2000

«Спортинг»
- Чемпион Португалии: 2002
- Обладатель Кубка Португалии: 2002, 2007
- Обладатель Суперкубка Португалии: 2002

 «Бешикташ»
- Чемпион Турции: 2008/09
- Обладатель Кубка Турции: 2009

 Олимпийская сборная Чили
- Бронзовый призёр Олимпийских игр: 2000